# 笠田町
笠田町（かせだちょう）は、和歌山県伊都郡にあった町。現在のかつらぎ町の北西部、紀の川の右岸、和歌山線・笠田駅の周辺にあたる。本項では町制前の名称である笠田村（かせだむら）についても述べる。

## 地理
- 山岳：背ノ山
- 河川：紀の川

## 歴史

### 村名の由来
荘園名による。

### 沿革
- 1889年（明治22年）4月1日 - 町村制の施行により、高田村・移村・背ノ山村・窪村・萩原村・笠田中村・東村・佐野村・広浦村の区域をもって笠田村が発足。
- 1920年（大正9年）6月1日 - 笠田村が町制施行して笠田町となる。
- 1955年（昭和30年）3月31日 - 大谷村・四郷村と合併して伊都町が発足。同日笠田町廃止。

## 交通

### 鉄道路線
- 日本国有鉄道
  - 和歌山線
    - 笠田駅 - 西笠田駅

### 道路
- 国道24号